# Phyllophaga coahuayana
Phyllophaga coahuayana är en skalbaggsart som beskrevs av Moron 2006. Phyllophaga coahuayana ingår i släktet Phyllophaga och familjen Melolonthidae. Inga underarter finns listade i Catalogue of Life.